# ملعب حمدة العواني
ملعب حمدة العواني هو ملعب رياضي متعدد التخصصات يقع في مدينة القيروان (تونس)، وتم افتتاحه في عام 1999.
ويؤم الملعب منذ هذا التاريخ مباريات الشبيبة الرياضية القيروانية. تبلغ طاقة استيعابه 8,000 متفرج، ولكن هناك مشروع للتوسع يخطط لبلوغ طاقة استيعابية تقدر بـ25,000 متفرج. كما يوجد ملعبان فرعيان اصطناعيان للتمارين محاذيان للملعب الرئيسي.